# Orlando Johnson
Orlando Vincent Johnson (Monterrey, California, 11 de marzo de 1989) es un jugador de baloncesto estadounidense que actualmente se encuentra sin equipo. Con 1,96 metros de estatura, juega en la posición de escolta.

## Trayectoria deportiva

### Universidad
Jugó una temporada con los Lions de la Universidad de Loyola Marymount, en la que promedió 12,4 puntos y 4,9 rebotes por partido, liderando a su equipo en ambas estadísticas, pero al acabar la misma fue transferido a los Gauchos de la Universidad de California, Santa Bárbara debido a un cambio de entrenador. En su nuevo equipo, tras el preceptivo año en blanco por la transferencia, jugó tres temporadas, en las que promedió 19,6 puntos, 5,8 rebotes y 2,7 asistencias.
En su primera temporada con los Gauchos llevó al equipo a conseguir el título de conferencia y la clasificación para el torneo de la NCAA, siendo elegido Jugador del Año de la Big West Conference y en el mejor quinteto. Al año siguiente repitió aparición en el mejor quinteto, tras promediar 21,1 puntos y 6,2 rebotes por partido, algo que repetiría en su última temporada.

### Profesional
Fue elegido en la trigésimo sexta posición del Draft de la NBA de 2012 por Sacramento Kings, pero fue inmediatamente traspasado a Indiana Pacers, con los que debutó el 5 de noviembre ante San Antonio Spurs.
En febrero de 2014, firmó un contrato por 10 días con los Sacramento Kings, renovando por otros 10 días. En agosto de 2014, firmó un acuerdo con el Saski Baskonia de la liga ACB. Después de sus seis encuentros como baskonista con promedios de 4.8 puntos, 1.6 rebotes y 0.9 asistencias, se convierte en uno de los jugadores más destacados en los Austin Spurs, equipo afiliado de San Antonio en la D-League.
En 2015, tras concluir en la D-League, Johnson dio el salto a Filipinas para fichar por Barangay Ginebra. El que fuera jugador de Indiana y Sacramento es actualmente el máximo anotador de la PBA después de nueve jornadas con promedios de 36.3 puntos, 13.1 rebotes, 4.3 asistencias y 1.0 tapones en siete encuentros de un Barangay que es octavo clasificado con un balance de 3-4 en un torneo de doce equipos.
En noviembre de 2020, firma por el Brisbane Bullets de la National Basketball League (Australia).
El 17 de febrero de 2022, firma por el San Miguel Beermen de la Philippine Basketball Association.

## Estadísticas de su carrera en la NBA

### Temporada regular
| Año     | Equipo      | PJ  | PT | MPP  | %TC  | %3P  | %TL  | RPP | APP | ROB | TPP | PPP |
| ------- | ----------- | --- | -- | ---- | ---- | ---- | ---- | --- | --- | --- | --- | --- |
| 2012-13 | Indiana     | 51  | 0  | 12.1 | .400 | .383 | .719 | 2.2 | 0.9 | .2  | .2  | 4.0 |
| 2013-14 | Indiana     | 38  | 0  | 9.0  | .344 | .195 | .773 | 1.3 | .4  | .2  | .0  | 2.4 |
| 2013-14 | Sacramento  | 7   | 0  | 7.1  | .176 | .167 | .500 | .6  | .6  | .0  | .1  | 1.3 |
| 2015-16 | Phoenix     | 2   | 0  | 23.5 | .294 | .200 | .833 | 4.5 | .0  | 1.0 | 1.5 | 8.0 |
| 2015-16 | New Orleans | 5   | 1  | 10.8 | .235 | .200 | .500 | 1.2 | .4  | .2  | .0  | 2.0 |
| Total   | Total       | 103 | 1  | 10.8 | .358 | .311 | .727 | 1.7 | 0.7 | .2  | .1  | 3.2 |

### Playoffs
| Año   | Equipo  | PJ | PT | MPP | %TC  | %3P  | %TL  | RPP | APP | ROB | TPP | PPP |
| ----- | ------- | -- | -- | --- | ---- | ---- | ---- | --- | --- | --- | --- | --- |
| 2013  | Indiana | 12 | 0  | 2.3 | .182 | .333 | .556 | .3  | .1  | .0  | .0  | .8  |
| Total | Total   | 12 | 0  | 2.3 | .182 | .333 | .556 | .3  | .1  | .0  | .0  | .8  |